# Lalokonosec rýhovaný
Lalokonosec rýhovaný (Otiorhynchus sulcatus) je brouk z čeledě nosatcovití Curculionidae. Způsobuje poškození celé škály rostlinných druhů okusem a na kořenech rostlin působí vážné škody jeho larvy.

## EPPO kód
OTIOSU

## Synonyma patogena

### Vědecké názvy
Podle EPPO a biolib.cz je pro patogena s označením Otiorhynchus sulcatus používáno více rozdílných názvů, například Brachyrhinus sulcatus nebo Otiorhynchus sayi. 

## Zeměpisné rozšíření

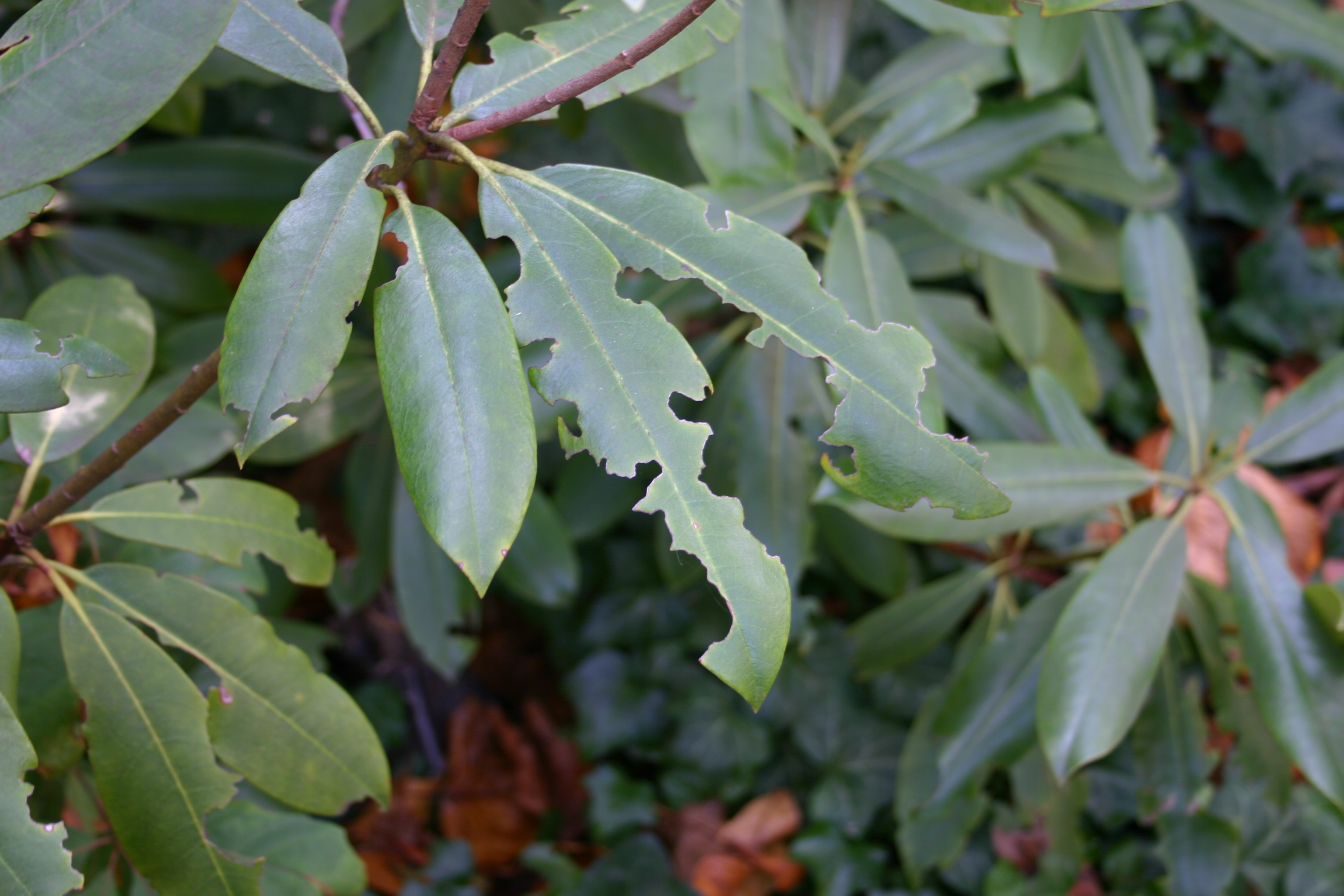
Poškození dospělcem na pěnišníku.

Evropa, Severní Amerika. 

## Hostitel
(Rhododendron spp.), tis (Taxus spp.), růže (Rosa spp.) a mnoho dalších.
- Arisaema
- hvězdnice Aster
- dlužicha Astilbe
- bergénie Bergenia
- kamélie Camellia
- Echinacea
- škornice Epimedium
- brslen Euonymus
- dlužicha Heuchera
- bohyška Hosta
- kalmie Kalmia
- lilie Lilium
- plamenkaPhlox
- pěnišník Rhododendron
- rozchodník Sedum
- šeřík Syringa
- tis Taxus
- jedlovec Tsuga
- wistárie Wisteria

## Příznaky
Ohniskový žír v jehličí a příležitostní žír borky na mladých letorostech. Pokud dojde k ohlodání kroužku borky na bázi, dojde k vadnutí celého letorostu. Brouci vykusují na okrajích listů charakteristická, obloukovitá poškození. Mohou poškozovat i květy a stonky, které kroužkují. Velkým problémem jsou však jejich larvy, ožírající nejen jemné kořínky, ale i silné kořeny, a to až na dřevní část. V měkkých hlízách vyžírají otvory. Napadené rostliny, omezují růst, vadnou a odumírají. Nebezpečí představují především pro skleníkové substráty či krytokořennou sadbu.

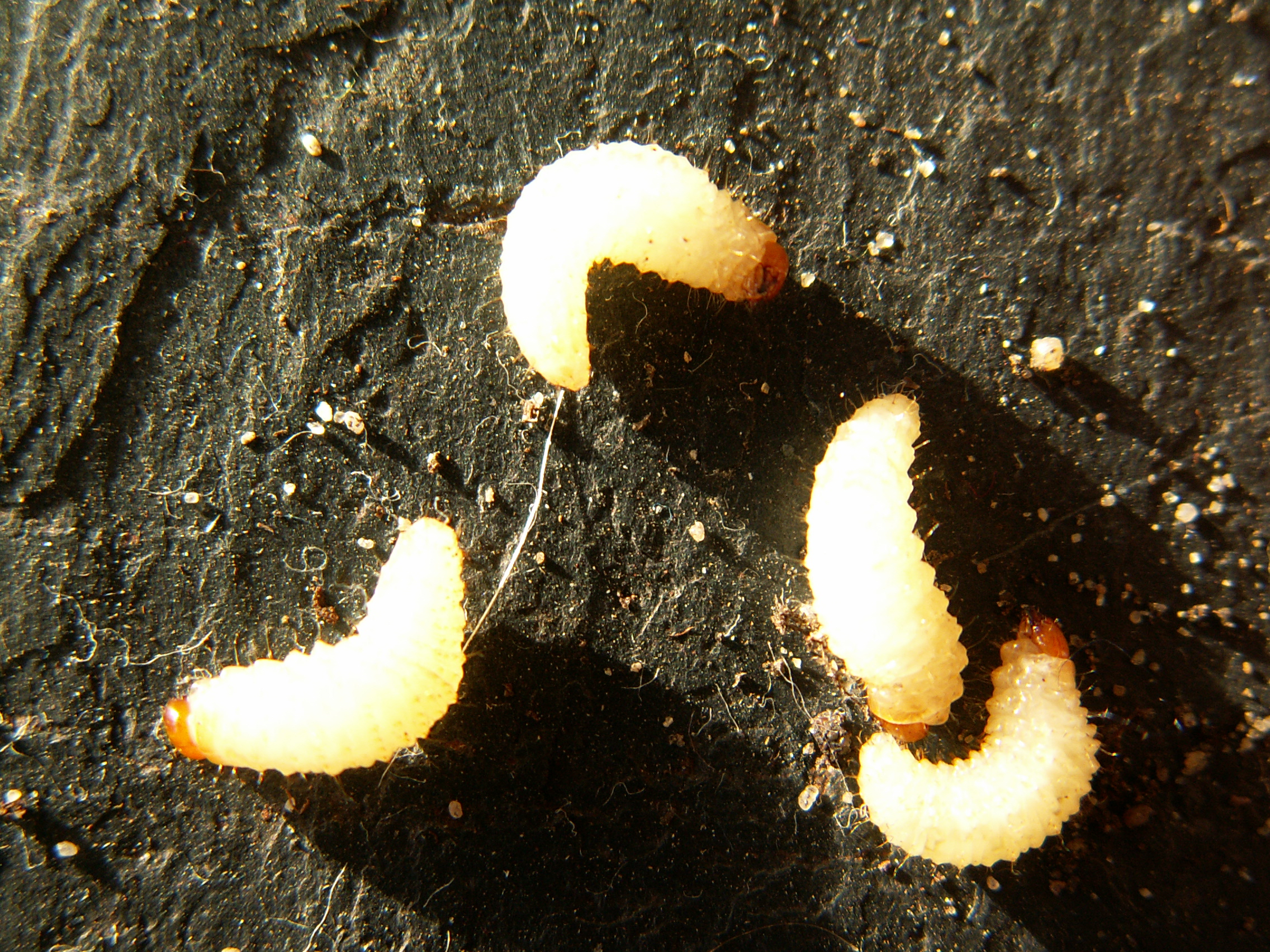
Larvy.

### Možnost záměny
Poškození mrazem nebo sviluškou smrkovou.

## Význam
Okusování okrajů listů způsobovaná žeroucími dospělci jsou většinou jen kosmetická poškození. Ale škody na kořenech rostlin způsobované dlouho žijícími larvami jsou ve Velké Británii odhadovány ve výši 30 milionů liber ve formě každoročních ztrát u okrasných rostlin. Žír larev na kořenech může vést k odumírání rostlin.

## Biologie
- Dospělec je asi 10–12 mm velký, tmavý,tmavě šedý, hnědočerný až černý, bezkřídlý brouk, s malými shluky žlutavých chloupků na hrubě zrnitých krovkách. Hlava je protáhlá v široký, ne příliš dlouhý nosec, osazený lomenými tykadly.
- Vajíčka jsou 0,7 mm velká, víceméně kulovitá. Čerstvá jsou bílá, avšak brzy hnědnou.
- Larvy jsou rohlíčkovité, beznohé, krémově hnědavě bílé, 8–10 mm velké, s červenavě hnědou, zapouzdřenou hlavou a stáčejí se do fetální polohy.
- Kukla je bílá, 7–10 mm velká.[4]

Brouci se líhnou v květnu a červnu. Během noci okusují nadzemní části rostlin, zejména listy. Během dne jsou zpravidla v různých úkrytech, čímž unikají pozornosti. Někteří brouci žijí 2 a i více let.

## Ochrana rostlin
Dospělci jsou aktivní po setmění Lze je z rostlin sbírat večer. Snáze je lze najít, jestliže je jim poskytnut vhodný úkryt před denním světlem, např. prkna na zemi.

### Biologický boj
V boji proti larvám se osvědčují užitečná dravá háďátka. Jakmile teplota půdy dosáhne 12 °C lze háďátka přidat do konve s vodou a provést zálivku. Ošetření by se mělo provádět na jaře a na podzim a následující rok by měl být postup zopakován. Úspěch s hlísticemi jako činiteli biologické ochrany je omezován teplotou. Některé druhy hlístic vyžadují k tomu, aby byly aktivní, aspoň 14 °C – tj. teplotu vyšší, než je vyžadována larvami škůdců. Ale jsou vyvíjeny nové kmeny hlístic, které fungují i při nižších teplotách.

### Prevence
Hlavní dostupné chemické přípravky proti lalokonosci, které zabraňují zamoření larvami, jsou granulované přípravky míchané do kompostu před sázením do nádob. Mohou být používány v každém stadiu až do konečného sázení do nádob a poskytují ochranu až na dva roky. Nezaručují úplnou ochranu, například v případě, kdy jsou při hrnkování použity neošetřené příměsi do ošetřených substrátů, protože larvy mohou přežívat okolo kořenů.

#### Chemická ochrana
Jinou možností ochrany je použití dostupných insekticidních přípravků například Decis Flow 2,5 nebo Zolone 35 EC. Chemickou variantou ochrany je také použití přípravku Dursban. Jde o sypký prostředek, který se nasype kolem kořenových krčků rostlin a lehce přihrne půdou. Dalšími použitelnými přípravky jsou Mospilan nebo Karate.